# 0 EDIT
「0 EDIT」（ゼロ・エディット）は、7HOUSEの楽曲・2枚目のシングル。zetimaから1999年7月23日に発売された。

## 解説
TBSテレビ系「ランク王国」、テレビ東京系「ガレージ」エンディングテーマ。1stアルバム『ONE BOX』収録。
カップリング「Paっと!」は当時、モーニング娘。のメンバーであった安倍なつみ、保田圭と市井紗耶香がコーラスで参加。

## 収録曲
作詞・作曲：つんく
1. 0 EDIT（5:05）
  - 編曲：松原憲
2. Paっと!（3:40）
  - 編曲：前嶋康明
3. 0 EDIT （Instrumental）（5:05）

## レコーディング参加
- 竹上良成 - サックス(#1)
- 小林太 - トランペット(#1)
- 安倍なつみ（モーニング娘。） - コーラス(#2)
- 保田圭（モーニング娘。） - コーラス(#2)
- 市井紗耶香（モーニング娘。） - コーラス(#2)